# Dalila Di Lazzaro
Dalila Di Lazzaro, nota anche con lo pseudonimo di Dalila Di Lamar (Udine, 29 gennaio 1953), è un'ex modella, attrice e scrittrice italiana.

## Biografia
Inizia la carriera nel mondo dello spettacolo molto presto per mantenere il figlio Christian, nato il 5 aprile 1969, quando lei aveva solo 16 anni. Inizialmente solo indossatrice, in seguito diviene anche stilista. Inoltre nel 1986 fa da testimonial per il Collirio Octilia nella pubblicità Quando gli occhi parlano.
Nel 1972 debutta al cinema nel film western all'italiana Si può fare... amigo, di Maurizio Lucidi con lo pseudonimo di Dalila Di Lamar. Seguono numerose pellicole in ruoli minori, fino al 1974 quando recita nel film, Il mostro è in tavola... barone Frankenstein di Paul Morrissey, fortemente voluta dai produttori Andy Warhol e Carlo Ponti.

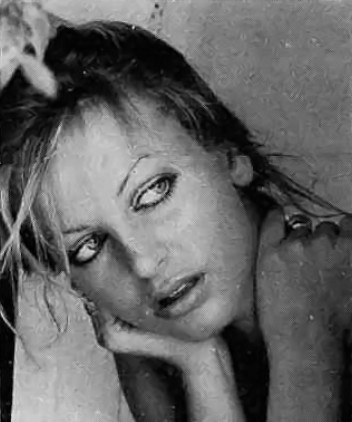
Dalila Di Lazzaro nel 1975

Dopo essere stata definitivamente lanciata da Alberto Lattuada come attrice protagonista nella pellicola, Oh, Serafina! (1976), anche grazie alla sua altera bellezza, la Di Lazzaro verrà scelta e scritturata in seguito, essenzialmente per il ruolo di femme fatale, girando nel complesso più di trenta film e diverse fiction televisive, divenendo così una protagonista del cinema italiano degli anni settanta, ottanta e novanta. Ha inoltre girato film anche in Francia, Svizzera e Regno Unito.
Nel 2006 ha pubblicato il suo primo libro-autobiografia, dal titolo Il mio cielo, seguito da: L'angelo della mia vita. Piccoli miracoli intorno a me (2008), dedicato al figlio Christian; Toccami il cuore. Amori, sentimenti e passioni della mia vita (2009), il suo secondo romanzo autobiografico; Il mio tesoro nascosto (2011) e Una donna lo sa (2014), un romanzo che tratta della condizione femminile alla luce dei recenti episodi di cronaca di violenza contro le donne. Successivamente ha pubblicato La vita è così (2017), romanzo in cui si affrontano passioni e virtù per uscire dalle crisi.

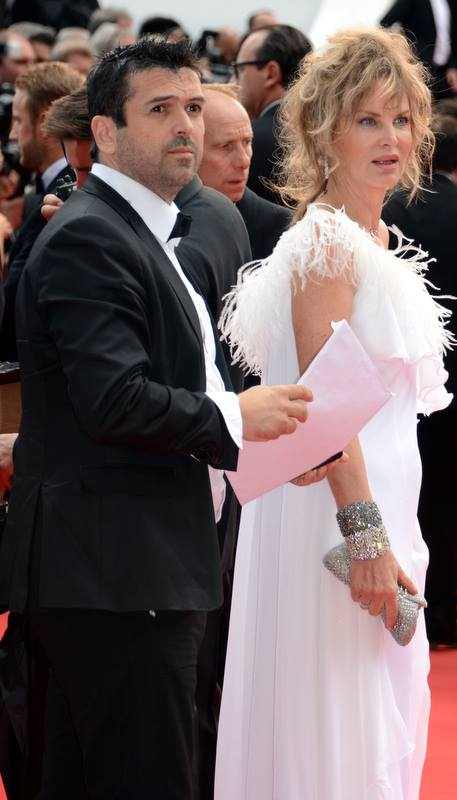
Dalila Di Lazzaro al Festival di Cannes del 2014, al fianco dello sceneggiatore Jeff Domenech

Nuovamente in veste di attrice, partecipa al film del 2013 L'ultima ruota del carro diretto da Giovanni Veronesi, dove interpreta il ruolo di un'arricchita signora veneta, e alle fiction Rodolfo Valentino - La leggenda (2014), regia di Alessio Inturri, trasmessa su Canale 5, dove interpreta la contessa Nina Banzi, e 1992 (2015), regia di Giuseppe Gagliardi, trasmessa su LA7, dove interpreta il ruolo di Amanda.

## Vita privata
Nel 1991 il figlio Christian muore all'età di 22 anni in un incidente stradale sulla via Cassia, a Roma. Negli anni successivi la Di Lazzaro sarà anche soggetta a una forma di dolore fisico cronico, in seguito a un incidente motociclistico, avvenuto nel 1997, provocato da una buca in una strada di Roma, che le causerà la frattura dell'atlante, costringendola a rimanere immobile nel letto, distesa e convalescente per lungo tempo. Questo infortunio comporterà una battuta d'arresto nella sua carriera di attrice.
È stata per un breve periodo amante di Gianni Agnelli e di Alain Delon, in particolare durante la lavorazione al film Tre uomini da abbattere.
Si è impegnata in iniziative a scopo sociale: durante la Settimana della moda di Milano del 2011, evento organizzato da Camera della Moda, è stata nominata responsabile delle cosiddette "sentinelle anti-anoressia", aventi lo scopo di monitorare le modelle e di segnalare all'assessorato alla salute di Milano i casi patologici o a rischio. È inoltre sostenitrice delle adozioni da parte di genitori non sposati. Si professa cattolica e devota di sant'Espedito.

## Filmografia

Dalila Di Lazzaro in Frankenstein '80 (1972)

Dalila Di Lazzaro con Renato Pozzetto in Oh, Serafina! (1976)

### Cinema
- Si può fare... amigo, regia di Maurizio Lucidi (1972)
- Il sindacalista, regia di Luciano Salce (1972)
- Il tuo vizio è una stanza chiusa e solo io ne ho la chiave, regia di Sergio Martino (1972)
- Lo scopone scientifico, regia di Luigi Comencini (1972)
- Frankenstein '80, regia di Mario Mancini (1972)
- Canterbury n° 2 - Nuove storie d'amore del '300, regia di Roberto Loyola (1972)
- Da Scaramouche or se vuoi l'assoluzione baciar devi sto... cordone!, regia di Gianfranco Baldanello (1973)
- Il mostro è in tavola... barone Frankenstein, regia di Antonio Margheriti e Paul Morrissey (1974)
- Il bestione, regia di Sergio Corbucci (1974)
- La pupa del gangster regia di Giorgio Capitani (1975)
- L'ultimo treno della notte, regia di Aldo Lado (1975)
- L'Italia s'è rotta, regia di Steno (1976)
- Oh, Serafina!, regia di Alberto Lattuada (1976)
- Tre tigri contro tre tigri, regia Sergio Corbucci e Steno (1977)
- Il gatto, regia di Luigi Comencini (1977)
- La ragazza dal pigiama giallo, regia di Flavio Mogherini (1977)
- Un uomo in premio, regia di Just Jaeckin (1978)
- Un dramma borghese, regia di Florestano Vancini (1979)
- Voltati Eugenio, regia di Luigi Comencini (1980)
- Stark System, regia di Armenia Balducci (1980)
- Il bandito dagli occhi azzurri, regia di Alfredo Giannetti (1980)
- Tre uomini da abbattere, regia di Jacques Deray (1980)
- Quando la coppia scoppia, regia di Steno (1981)
- Prima che sia troppo presto, regia di Enzo Decaro (1981)
- La donna giusta, regia di Paul Williams (1981)
- Una di troppo, regia di Pino Tosini (1982)
- Tutti dentro, regia di Alberto Sordi (1984)
- Phenomena, regia di Dario Argento (1985)
- Killer contro killers, regia di Fernando Di Leo (1985)
- Sicilian Connection, regia di Tonino Valerii (1987)
- Paganini, regia di Klaus Kinski (1989)
- Spogliando Valeria, regia di Bruno Gaburro (1989)
- Diceria dell'untore, regia di Beppe Cino (1990)
- Strepitosamente... flop, regia di Pierfrancesco Campanella (1990)
- L'ulivo e l'alloro, regia di Antonio Maria Magro (1991)
- Alcune signore per bene, regia di Bruno Gaburro (1991)
- Dov'era lei a quell'ora?, regia di Antonio Maria Magro (1992)
- Rose rosse per una squillo, regia di Pino Buricchi e, non accreditato, Bruno Gaburro (1993)
- Un bel dì vedremo, regia di Tonino Valerii (1997)
- Mashamal - ritorno al deserto, regia di Paolo Fondato (1998)
- L'ultima ruota del carro, regia di Giovanni Veronesi (2013)
- Ballando il silenzio, regia di Salvatore Arimatea (2015)
- 80 voglia di te, regia di Andrea Vialardi e Silvia Monga (2016)

### Televisione
- Due di tutto, regia di Enzo Trapani – varietà (1982-83)
- Aeroporto internazionale – serie TV, 5 episodi (1985)
- Disperatamente Giulia, regia di Enrico Maria Salerno – miniserie TV, 6 puntate (1989)
- Una prova d'innocenza, regia di Tonino Valerii – film TV (1991)
- La scalata, regia di Vittorio Sindoni – miniserie TV (1993)
- Tre passi nel delitto: Delitti imperfetti, regia di Fabrizio Laurenti – film TV (1993)
- La signora della città, regia di Beppe Cino – miniserie TV (1996)
- Una donna in fuga, regia di Roberto Rocco – miniserie TV (1996)
- Kidnapping - La sfida (Kidnapping - Ein Vater schlägt zurück), regia di Cinzia TH Torrini – film TV (1998)
- Maître Da Costa – serie TV, un episodio (1998)
- Rodolfo Valentino - La leggenda, regia di Alessio Inturri e Luigi Parisi – miniserie TV, 2 puntate (2014)

### Cortometraggi
- Oniricon, regia di Enzo Tarquini (1985)

#### Pubblicità
Dalila Di Lazzaro ha anche partecipato come testimonial a due serie della rubrica pubblicitaria televisiva Carosello:
- nel periodo 1969-1975 per la Crema Belpaese, lo yogurt Certosino e Galbi-dessert, della Galbani, con Johnny Dorelli, Daniele Vargas, Leo Gavero e Jack La Cayenne[10];
- nel 1973 per il collirio Alfa della Ravizza[11].

## Doppiatrici italiane
- Vittoria Febbi in Quando la coppia scoppia, Il bandito dagli occhi azzurri, Tre tigri contro tre tigri
- Maria Pia Di Meo in Phenomena, Disperatamente Giulia
- Paila Pavese in Tre passi nel delitto: Delitti imperfetti, La signora della città
- Livia Giampalmo in Oh, Serafina!
- Germana Dominici in Il gatto
- Rita Baldini in Tutti dentro
- Cinzia De Carolis in Spogliando Valeria
- Melina Martello in Dov'era lei a quell'ora?
- Anna Rita Pasanisi in Kidnapping - La sfida

## Discografia

### Singoli
- 1984 – Extra Love/Cry Baby Cry (Fonit Cetra, SP 1819, 7")

## Libri
- Il mio cielo, Edizioni Piemme, 2006.
- L'angelo della mia vita, Edizioni Piemme, 2008.
- Toccami il cuore, Edizioni Piemme, 2009.
- Il mio tesoro nascosto, Edizioni Piemme, 2011.
- Una donna lo sa, Edizioni Piemme, 2014.
- La vita è così. Passioni e virtù per uscire dalle crisi, Edizioni Piemme, 2017.